# Subject to Change
Subject to Change – album zespołu The Faith wydana w 1983 roku przez firmę Dischord Records.

## Lista utworów
1. Aware
2. Say No More
3. Limitations
4. No Choice
5. Untitled
6. Subject to Change
7. More of the Same
8. Slowdown

## Muzycy
- Alec MacKaye – wokal
- Michael Hampton – gitara
- Eddie Janney – gitara
- Chris Bald – gitara basowa
- Ivor Hanson – perkusja